# Ferrari (motorfietsmerk)

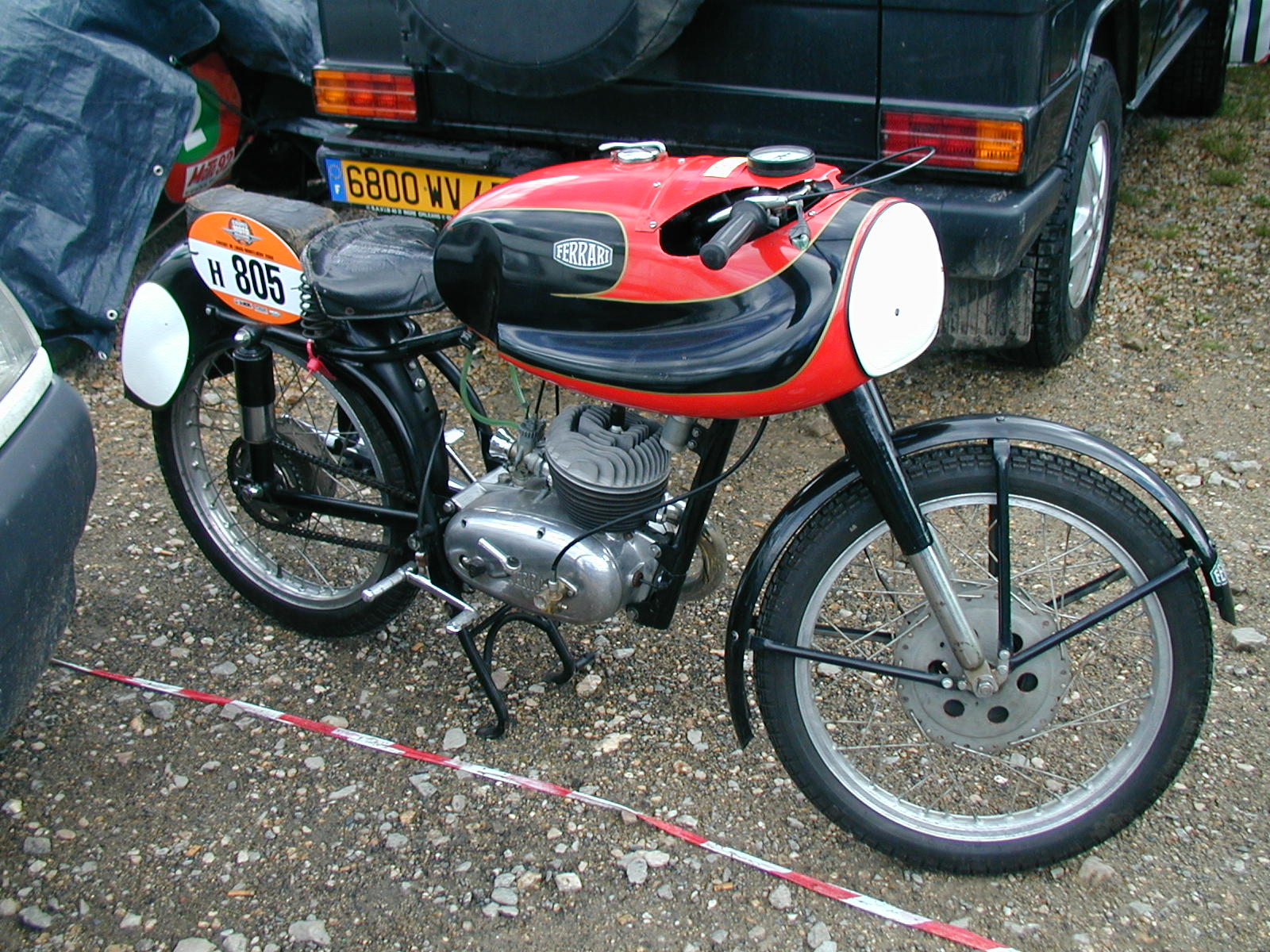
Ferrari motorfiets

Ferrari is een historisch Italiaans merk van motorfietsen.
De bedrijfsnaam was: Moto Ferrari, La Meccanica Italiana SrL, Milano.
Dit was een klein bedrijfje dat niets met het bekende automerk te maken had. Luigi Ferrari was eerst tuner bij Giovanni Parrilla, maar begon in 1951 voor zichzelf. In dat jaar presenteerde hij de 4TS met 175cc-tweecilinder viertaktmotor met een bovenliggende nokkenas. De machine leverde 13 pk bij 5.500 tpm en haalde 105 km/uur.
In 1952 volgde een 125cc-tweetakt die veel weg had van een Parilla en al snel een 160cc-sportmotor en een 150cc-toermotor. In 1955 maakte hij een 125cc-viertakt-stoterstangenmotor. Hoewel Ferrari goede motoren produceerde en veel reclame maakte, verdween het merk in 1956 van de markt.